# Operatie Kopenhagen
Operatie Kopenhagen was de codenaam voor een Duitse mijnenlegoperatie nabij Kaapstad.

## Geschiedenis
Op 12 maart 1942 voerde het Duitse schip Dogerbank, onder leiding van Fregattenkapitän Schneidewind, de mijnenlegoperatie uit. Voor deze operatie werd de naam tijdelijk in Levernbank veranderd. Het schip legde zestig zeemijnen in de toegangswegen tot de haven van Kaapstad. Hierdoor werd een belangrijke geallieerde haven in Zuid-Afrika tijdelijk uitgeschakeld. 